# ディエゴ・ルガーノ
ディエゴ・アルフレド・ルガーノ・モレーノ（Diego Alfredo Lugano Moreno, 1980年11月2日 - ）は、ウルグアイ・カネローネス出身の元サッカー選手。元ウルグアイ代表。ポジションはディフェンダー。主にセンターバックであるが、サンパウロ在籍時には左サイドバックとしてプレーしたこともある。
パオロ・モンテーロの後継者と言われることがある。

## クラブ経歴

### 初期の経歴
少年時代はCAトレス・エスキナス・カネローネス、CAリベルタでプレーし、18歳だった1998年、リベルタからデビューした。1999年にナシオナルに移籍し、1999-2000シーズンにプリメーラ・ディビシオンで優勝した。プラサ・コロニアを経て、2003年にブラジルのサンパウロFCに移籍。オズワルド・オリヴェイラ監督の意見を聞かずに、マルセロ・ポルトゥガル・ゴウベイア会長が独断で獲得を決めたため、ルガーノはhomem do president（会長の男）と呼ばれた。2003年末にオリヴェイラ監督が退任すると、ルガーノの出場機会は増加。2004年にはリーグのベストイレブン（ボーラ・ジ・プラッタ）と最優秀ディフェンダー賞を獲得し、2005年にはカンピオナート・パウリスタ、コパ・リベルタドーレス、FIFAクラブワールドカップの3冠に貢献した。FIFAクラブワールドカップでは最優秀選手賞を受賞し、同年には南米最優秀ディフェセリエA (サッカー)ンダーにも選出された。リーダーシップ や対人プレーの強さ がサポーターの人気を得て、クラブとも良好な関係を築いた。2006年のコパ・リベルタドーレスでは準優勝に貢献した。

### フェネルバフチェ
2006年8月21日、トルコのフェネルバフチェに移籍。契約期間は3年間（1年のオプション付き）で、移籍金は750万ユーロと報じられている。エドゥ・ドラセナとセンターバックのコンビを組み、クラブ創設100周年の記念年となる2006-07シーズンにはリーグ制覇に貢献した。ルガーノは頻繁に攻撃参加することで名高く、セットプレーの際には前線で待機してヘディングでゴールを狙った。守備のしつこさやセットプレー時の壮観さはサポーターに愛され、Talento=才能、Orgullo=誇り、Tecnico=技術、Ambicion=野心のすべてを兼ね備えた選手という意味でTOTAと呼ばれた。2007-08シーズンのUEFAチャンピオンズリーグでは、決勝トーナメント1回戦のセビージャFC（スペイン）戦でヘディングシュートを決め、クラブ初の準々決勝進出に貢献。2009年4月12日に行われたガラタサライとのイスタンブール・ダービーではエムレ・アシクを引っ叩き、レッドカードを提示された上に5試合の出場停止処分を受けた。それ以来、特にGenç Fenerbahçelilerなどのサポーターグループと強い結びつきがある。2008-09シーズン終了後にはフェネルバフチェとの契約が満了し、SSラツィオ、ACFフィオレンティーナ、ASローマ（いずれもイタリア）、アヤックス・アムステルダム（オランダ）などがルガーノ獲得に動いたものの、フェネルバフチェとの4年間の新契約にサインした。

### パリ・サンジェルマン
2011年8月27日、フランスのパリ・サンジェルマンFCに移籍。移籍金は300万ユーロ。しかし、2011-12シーズンは負傷やコンディション不良などの影響で12試合の出場に終わった。

### マラガ
2013年1月21日、出場機会の減少からスペインのマラガCFにシーズン終了までのレンタル移籍が決定。

### WBA
2013年8月2日、ウェスト・ブロムウィッチ・アルビオンFCへ移籍。

### ヘッケン
2015年3月26日、BKヘッケンに加入した。

## 代表経歴
サンパウロFCに在籍していた2004年、ホルヘ・フォサーティ監督によってウルグアイ代表に初招集され、カールスバーグ・カップのイラン戦でデビューした。公式戦デビューは2006 FIFAワールドカップ・南米予選のパラグアイ戦であった。
その後レギュラーの座を獲得し、2006年のイングランド戦で初めてキャプテンマークを腕に巻いた。2007年のコパ・アメリカ2007ではメキシコに次ぐ4位となり、2010 FIFAワールドカップ・南米予選ではウルグアイ代表のキャプテンを務めた。この南米予選では全18試合に出場し、2008年6月14日のベネズエラ戦で挙げた代表初得点を含めて、計3得点を挙げた。大陸間プレーオフのコスタリカ戦ファーストレグでは決勝点となるアウェーゴールを決め、本大会進出に近づく勝利に貢献した。2010 FIFAワールドカップ本大会でもキャプテンを務め、6試合に先発出場。準々決勝のガーナ戦まではフル出場を続けていたものの、この試合の前半で負傷し途中交代した。続く準決勝のオランダ戦は欠場したが、3位決定戦のドイツ戦には復帰し先発出場。敗れはしたものの、ウルグアイの40年ぶりのベスト4進出の立役者となった。同大会では最優秀キャプテンに選出された。コパ・アメリカ2011でもキャプテンとして全6試合にフル出場。ウルグアイの6大会ぶりの優勝に貢献した。2011年10月7日、2014 FIFAワールドカップ・南米予選初戦のボリビア戦で、自身初となる1試合2得点を記録した。

## 人物
既婚であり、3人の子どもがいる。長男はフェネルバフチェの下部組織に所属していた。ディエゴと同じ11月2日生まれの次男、長女はルガーノがフェネルバフチェに在籍している時にイスタンブールで生まれた。1980年代に活躍したウーゴ・デレオンや1990年代以降に活躍したパオロ・モンテーロが自身のヒーローであると語っている。NFL選手のチャド・オチョシンコと面識がある。

## 代表歴

### 出場大会
- ウルグアイ代表
  - 2010 FIFAワールドカップ
  - 2014 FIFAワールドカップ

### 試合数
- 国際Aマッチ 95試合 9得点（2003年-2014年）[29]

| ウルグアイ代表 | 国際Aマッチ | 国際Aマッチ |
| 年             | 出場        | 得点        |
| -------------- | ----------- | ----------- |
| 2003           | 1           | 0           |
| 2004           | 1           | 0           |
| 2005           | 7           | 0           |
| 2006           | 2           | 0           |
| 2007           | 11          | 0           |
| 2008           | 9           | 2           |
| 2009           | 10          | 2           |
| 2010           | 11          | 0           |
| 2011           | 16          | 4           |
| 2012           | 8           | 0           |
| 2013           | 15          | 1           |
| 2014           | 4           | 0           |
| 通算           | 95          | 9           |

### 得点
| #  | 日時           | 場所             | 対戦相手     | スコア | 結果 | 大会                                            |
| -- | -------------- | ---------------- | ------------ | ------ | ---- | ----------------------------------------------- |
| 1. | 2008年6月14日  | モンテビデオ     | ベネズエラ   | 1-0    | 1-1  | 2010 FIFAワールドカップ・南米予選               |
| 2. | 2008年10月11日 | ブエノスアイレス | アルゼンチン | 1-2    | 1-2  | 2010 FIFAワールドカップ・南米予選               |
| 3. | 2009年3月28日  | モンテビデオ     | パラグアイ   | 2-0    | 2-0  | 2010 FIFAワールドカップ・南米予選               |
| 4. | 2009年11月14日 | サンホセ         | コスタリカ   | 1-0    | 1-0  | 2010 FIFAワールドカップ・予選・大陸間プレーオフ |
| 5. | 2011年3月29日  | ダブリン         | アイルランド | 0-1    | 2-3  | 親善試合                                        |
| 6. | 2011年9月2日   | ハルキウ         | ウクライナ   | 2-2    | 2-3  | 親善試合                                        |
| 7. | 2011年10月7日  | モンテビデオ     | ボリビア     | 2-1    | 4-2  | 2014 FIFAワールドカップ・南米予選               |
| 8. | 2011年10月7日  | モンテビデオ     | ボリビア     | 4-1    | 4-2  | 2014 FIFAワールドカップ・南米予選               |
| 9. | 2013年6月20日  | サルヴァドール   | ナイジェリア | 0-1    | 1-2  | FIFAコンフェデレーションズカップ2013            |

## タイトル

### クラブ
ナシオナル
- プリメーラ・ディビシオン : 1999-2000

サンパウロ
- カンピオナート・パウリスタ : 2005
- コパ・リベルタドーレス : 2005
- FIFAクラブワールドカップ : 2005
- カンピオナート・ブラジレイロ・セリエA : 2006

フェネルバフチェ
- スュペル・リグ : 2006-07, 2010-11
- テュルキエ・スュペル・クパス : 2007, 2009

### 代表
ウルグアイ代表
- コパ・アメリカ : 2011

### 個人
- ボーラ・ジ・プラッタベストイレブン : 2004, 2005